# Convito di Baldassarre (Mattia Preti)
Il Convito di Baldassarre è un dipinto olio su tela (204×307 cm) di Mattia Preti databile tra il 1660 e il 1665 circa e conservato presso il Museo nazionale di Capodimonte a Napoli.

## Storia e descrizione
Il dipinto viene citato per la prima volta da Bernardo De Dominici nella collezione del duca di Sanseverino a Napoli, assieme ad altre opere di Mattia Preti, tra cui il Convito di Assalonne e il David che suona l'arpa davanti a Saul.
Dopo il 1745 la tela è registrata nella raccolta della famiglia Colonna di Stigliano, verosimilmente quella derivante dalla collezione Vandeneynden confluita alla figlia del fiammingo Ferdinando, Giovanna, che prese in eredità dal padre anche palazzo Zevallos, intitolato al marito Colonna di Stigliano dopo il suo matrimonio del 1688. Nel 1906 il dipinto, che risulta quindi nei possedimenti della principessa Cecilia Colonna di Stigliano (nipote di Andrea Colonna di Stigliano, I principe di Stigliano, a sua volta nipote di Ferdinando Colonna di Stigliano, II principe di Sonnino, figlio di Giovanna Vandeneynden), fu acquistato, assieme al Convito di Assalonne, dallo Stato italiano e esposto stabilmente nel Museo di Capodimonte.
Le scene da banchetto divennero particolarmente frequenti negli anni maturi del pittore calabrese, il quale, una volta ammirato, durante i suoi anni nella città partenopea, il Banchetto di Erode di Peter Paul Rubens già nelle napoletane collezioni Roomer e poi in Vandeneynden, ebbe diverse occasioni nelle quali poté cimentarsi in rappresentazioni di questo tipo, tra banchetti, feste, nozze e conviti.
La tela rappresenta il banchetto dato da Baldassarre, ultimo re di Babilonia, per come è narrato nella Bibbia al capitolo 5 del libro di Daniele. Baldassarre durante il banchetto fece portare i vasi d'oro e d'argento presi nel Tempio di Gerusalemme per berci con i suoi dignitari, le sue mogli e le concubine. Improvvisamente comparve una mano che scrisse sulla parete di fronte delle parole incomprensibili. Chiamati dapprima i suoi indovini, questi non furono in grado di interpretarle. Chiamato allora Daniele lui le lesse: era il giudizio di Dio su Baldassarre ed il suo regno, che gli annunciava che lui era stato giudicato e trovato colpevole, e che il suo regno era giunto alla fine e sarebbe stato diviso. Quella notte stessa Baldassarre fu ucciso e il suo regno preso dai Medi e Persiani.
La tela piena, riempita di figure e con pregevoli particolari, tessuti, piatti, vassoi, dimostra quanto il Preti abbia pienamente compreso lo stile veneziano.